# Simbologia Militară Comună NATO
Simbologia Militară Comună NATO reprezintă standardul NATO pentru simbolurile militare folosite în hărți. Original publicată în 1986 ca Allied Procedural Publication 6 (APP-6), NATO Military Symbols for Land Based Systems, standardul a continuat să evolueze și este la a cincea ediție (APP-6D). Simbolurile au ca scop facilitarea interoperabilității NATO prin crearea unui set comun de simboluri. APP-6 specifică simboluri pentru formațiuni terestre, aeronautice și navale ce pot fi folosite fie în sisteme automatizate de cartografiere fie în marcarea manuală a hărților.

## Compoziția simbolurilor
Simbolul este alcătuit din chenar, fond, pictogramă(sau iconiță), modificatori si amplificatori opționali.
Chenarul reprezintă marginile simbolului și constituie o identificare vizuală a afilierii (identitatea), dimensiunii luptei și statutul obiectului reprezentat. Utilizarea diferitelor forme și culori este redundantă, simbolurile putănd fi folosite în condiții mai puțin ideale precum pe un afișor monochrom.
Fondul este regiunea interioară a simbolului. Folosirea unei culori de fond în reprezentarea unui obiect cu chenar duce la o prezentare îmbunătățită (redundantă) a informației legată de afilierea obiectului. Fară o culoare de umplere, fondul este transparent.
Pictograma este partea centrală a simbolului și poate fi ințeleasă ca o combinație elementară de glife. Aceasta consituie o identificare vizuala a unității, echipamentului, instalației sau activității obiectului reprezentat. 
Modificatorii oferă informații suplimentare despre pictograma afișata, și sunt plasați fie deasupra, fie sub pictogramă. 
Amplificatorii oferă informații suplimentare despre simbol și sunt plasați înafara chenarului. Amplificatorii pot furniza informații despre pozitia, direcția și viteza unității. Aceștia diferă în funcție de dimensiune și nu pot fi toți folosiți împreună cu toate simbolurile. 
Pentru redarea simbolurilor cu fond activ, APP-6A sugerează ca pictograma și chenarul sa fie negre sau albe (potrivit afișorului). Pentru redarea simbolurilor cu fondul dezactivat, APP-6A sugerează utilizarea unui chenar și o pictogramă monocrom (de obicei negru sau in funcție de culoarea afilierii). Simbolurile NATO pot fi redate cu fondul dezactivat folosind un chenar colorat conform afilierii si o pictogramă neagră doar că această reprezentare nu este definită in niciun standard APP-6.

Infanterie mecanizată aliată cu umplerea activată
Infanterie mecanizată aliată cu umplerea dezactivată și cadru și pictogramă color monocrom
Infanterie mecanizată aliată cu umplerea dezactivată și cadru și pictogramă monocrom
Infanterie mecanizată aliată cu umplerea dezactivată și cadru și pictogramă bicrom

## Afiliere

### Afilierea in APP-6A[1]
Afilierea reprezintă relația observatorului cu obiectul operațional reprezentat. Categoriile de afiliere de bază sunt necunoscut, aliat, neutru și ostil. În domeniul unităților terestre, un patrufoil galben denotă o afiliere necunoscută, un dreptunghi albastru denotă un aliat, un patrat verde denotă o afiliere neutră și un diamant roșu denotă o afiliere ostilă. În alte domenii (aerian, naval) sunt folosite aceleași culori.
| Stil                             | Aliat | Ostil | Neutru | Necunoscut |
| -------------------------------- | ----- | ----- | ------ | ---------- |
| Fond activ                       |       |       |        |            |
| Monocrom (pentru media digitală) |       |       |        |            |
| Monocrom (pentru tipărire)       |       |       |        |            |

## Simboluri de unități

### Indicatori de mărime a unității
Deasupra cadrului pot fi folosite diferite simboluri pentru a specifica mărimea unității precum în următorul tabel:
| Simbol | Nume                         | Numărul estimat de personal | Număr de unități subordonate                   | Gradul tipic al comandantului (în România) |
| ------ | ---------------------------- | --------------------------- | ---------------------------------------------- | ------------------------------------------ |
|        | Teatru de operațiuni         | 250,000–1,000,000+          | Mai multe grupe de armate                      |                                            |
|        | Grup de armate               | 120,000–500,000             | Mai multe armate sau forțe aeriene             | Mareșal                                    |
|        | Armată                       | 100,000                     | 2–4 corpuri (5–10 divizii) și trupe de sprijin | General                                    |
|        | Corp de armată               | 30,000–90,000               | 2–4 divizii și trupe de sprijin                | General-locotenent                         |
|        | Divizie                      | 10,000–20,000               | Mai multe brigade și/sau regimente             | General-maior                              |
|        | Brigadă                      | 2,000–20,000                | Multiple batalioane sau regimente              | General de brigadă                         |
|        | Regiment                     | 500–3,000                   | 3–7 batalioane                                 | Colonel                                    |
|        | Batalion Divizion (marină)   | 300-800                     | 2–6 companii, baterii                          | Locotenent-colonel                         |
|        | Companie Baterie (artilerie) | 80–150                      | 2–5 plutoane                                   | Maior Căpitan                              |
|        | Pluton Secție (artilerie)    | 15-30                       | 3–5 secții, echipe sau vehicule                | Locotenent Sublocotenent                   |
|        | Echipă Piesă (artilerie)     | 8-12                        | 2–3 secții                                     | Sergent                                    |
|        | Secție/Grup de foc           | 3-5                         |                                                | Caporal                                    |

### Pictograme de bază
Pictogramele unităților testre necesita o ramă.
| Tip de unitate                                                | Aliat | Ostil | Neutru | Necunoscut | Note |
| ------------------------------------------------------------- | ----- | ----- | ------ | ---------- | --- |
| Apărare antiaeriană                                           |       |       |        |            | Evocă un dom de protecție |
| Muniție                                                       |       |       |        |            | Simbolul unei muniții cu încărcare pe culată |
| Antitanc/antiblindate                                         |       |       |        |            | Reprezintă o acțiune concentrată, de pătrundere |
| Blindate/mecanizate/ autopropulsate/pe șenile                 |       |       |        |            | Reprezinta șenila unui tanc |
| Artilerie terestra                                            |       |       |        |            | O ghiulea de tun |
| Elicoptere militare                                           |       |       |        |            | Palele unui elicopter în timp ce se rotesc |
| Avioane militare cu aripă fixă                                |       |       |        |            | Elicele unui avion |
| Poduri mobile                                                 |       |       |        |            | Simbolul unui pod |
| Sprijin logistic de luptă                                     |       |       |        |            | |
| Interarme                                                     |       |       |        |            | Introdus în APP-6C pentru o organizare de infanterie și blindate; este un hibrid dintre acele doua simboluri                                                                                         |
| Geniu                                                         |       |       |        |            | Un pod sau o alta structura |
| Telemetrie                                                    |       |       |        |            | Antenă parabolică simplificată |
| Razboi electronic                                             |       |       |        |            | |
| Neutralizarea/distrugerea munițiilor/dispozitivelor explozive |       |       |        |            | |
| Combustibil                                                   |       |       |        |            | Pâlnie |
| Spital (clădire)                                              |       |       |        |            | Pictograma atinge limitele chenarului |
| Comandament                                                   |       |       |        |            | Aceasta este unitatea centrului de comandă, nu centrul în sine. Poziția fizica a unui centru de comandă este reprezentată printr-un dreptunghi gol și o linie care se extinde în jos din stânga jos. |
| Infanterie                                                    |       |       |        |            | Curelele purtate încrucișat de infanteria napoleonică. |
| Mentenanța                                                    |       |       |        |            | Cheie |
| Servicii medicale                                             |       |       |        |            | Evocă simbolul crucii roșii |
| Meteo                                                         |       |       |        |            | |
| Rachete                                                       |       |       |        |            | O rachetă |
| Aruncător                                                     |       |       |        |            | Proiectil cu o săgeată verticală simbolizănd arcul înalt al traictoriei produse. |
| Poliție militară                                              |       |       |        |            | |
| Marină                                                        |       |       |        |            | Ancoră |
| Apărare CBRN (Chimic, Biologic, Radiologic, Nuclear)          |       |       |        |            | Retorte încrucișate |
| Muniție/Dispozitive explozive                                 |       |       |        |            | Două tunuri încrucișate, în spatele unui disc |
| Radar                                                         |       |       |        |            | Un fulger lovind o antena parabolică |
| Operații psihologice                                          |       |       |        |            | Simbolul unui megafon, evocând propaganda |
| Recunoaștere (cercetare) sau cavalerie                        |       |       |        |            | Cureaua pentru spadă purtată în diagonală (peste un umăr) de unele trupe de cavalerie. |
| Transmisiuni/Telecomunicații                                  |       |       |        |            | Simbolul unui fulger, evocând semnale radio |
| Forțe speciale                                                |       |       |        |            | |
| Forțe pentru operații speciale                                |       |       |        |            | |
| Aprovizionare                                                 |       |       |        |            | |
| Topografie                                                    |       |       |        |            | Un sextant stilizat |
| Transport                                                     |       |       |        |            | Roată simplificată |
| Sistem fara pilot                                             |       |       |        |            | Silueta unor aripi în zbor. |

1. 1 2  APP-6D NATO Joint Military Symbology. NATO Standardization Office. 2017.
2. ↑  „STANAG 2116. NATO CODES FOR GRADES OF MILITARY PERSONNEL - APersP-01” (ed. A). NATO STANDARDIZATION OFFICE (NSO). IUNIE 2022. Parametru necunoscut |versiune= ignorat (ajutor); Verificați datele pentru: |date= (ajutor);
3. ↑  „US Army FM 21-30 Military Symbols” (PDF). US Army Engineers. iunie 1965. p. 2–5. Accesat în 7 mai 2020.